# Club Sport Progreso
El Club Sport Progreso fue un club de fútbol que participó en la Primera División Peruana desde 1918 hasta su descenso en 1933. Fue fundado el 13 de junio de 1912.

## Historia
El Club Sport Progreso fue un club originario del distrito del Rímac en Lima. Fue fundado el 13 de junio de 1912 por trabajadores de la fábrica textil "El Progreso".
Este equipo fue el primer campeón de los torneos organizados por la Federación Peruana de Fútbol, en 1926. Antes, en 1921, el Sport Progreso también había sido el último campeón del Campeonato de la Liga Peruana de Football y del Escudo Dewar, trofeo entregado en la primera etapa del fútbol local, antes de la creación de la F.P.F.
Surgido en la fábrica Santa Catalina del Rímac, una de las textilerías más importantes de inicios de siglo XX en la capital. Sport Progreso tuvo como máximos logros los campeonatos de 1921 y 1926, conseguidos antes de la era profesional del fútbol peruano. Fue habitual participante de la División de Honor hasta 1930, cuando descendió por primera vez. No obstante, retornó para 1932, y logró mantenerse hasta la temporada siguiente. Descendió a la Liga de Lima —la Segunda División, cabe recordar, recién comenzó en 1936—, descendió de categoría hasta que en 1958 no se presentó a jugar en Tercera División y desapareció.
En 1983, el Sport Progreso fue "resucitado" por primera vez en la Liga Distrital de Magdalena. Modificó su nombre a Club Deportivo Sport Progreso. Gracias a la Liga Distrital de Magdalena, vía la cual llegó a ascender hasta la Liga Mayor de Fútbol de Lima, en la cual perdió la categoría en 1990. Debió volver a la Distrital de Magdalena, pero no se presentó y desapareció nuevamente.

## Actualidad
Desde el año de 2021 a la fecha, Sport Progreso, se mantiene asociado (fusionado) con el equipo Deportivo Tejidos La Unión del distrito de Jesús María, llamándose Club Deportivo Tejidos La Unión y Sport Progreso. En la actualidad, la institución se dedica a la formación de jugadores juveniles y participación de campeonatos de fútbol máster.

## Uniforme
- Uniforme titular: Camiseta a franjas rojas y negras, pantalón negro, medias negras.
- Uniforme alternativo: Camiseta a franjas rojas y negras, pantalón negro, medias blancas.

## Datos del club
- Fundación: 1912
- Temporadas en Primera División: 7 (1926-1930, 1932-1933).
- Mejor puesto en la liga: 1.º.
- Peor puesto en la liga: 9.º.

## Entrenadores
- José Pavón (1929)
- Juan Bulnes Pérez (1935)

## Palmarés

### Torneos nacionales
| Competición nacional          | Títulos     | Subcampeonatos |
| ----------------------------- | ----------- | -------------- |
| Primera División del Perú (2) | 1921, 1926. | 1920.          |
| División Intermedia (1)       | 1934.       | 1931.          |

### Torneos regionales
- Subcampeón de Liga de Lima: 1937.
- Liga Distrital de Magdalena del Mar (1): 1983.